# Robert III. Skotský
Robert III. (cca 1337 – 4. dubna 1406), vlastním jménem Jan, byl králem Skotska, nejstarším synem Roberta II. a jeho manželky Alžběty Mureové a jako syn byl legitimizován po jejich sňatku roku 1347.

## Mládí
Jan (jak se Robert III. původně jmenoval) se roku 1363 připojil ke svému otci v neúspěšné vzpouře proti Davidovi II. Jednou z příčin bylo utrácení prostředků vybraných na výkupné za Davida z anglického zajetí. Roku 1367 mu otec věnoval hrabství Atholl a Jan se oženil s Anabellou Drummondovou. David posílil jeho pozici tím, že ho jmenoval hrabětem z Carricku.
David zemřel náhle v únoru 1371. Janův otec se stal skotským králem a ještě předtím mu věnoval pozemky v okolí Firth of Clyde. Robert II. posílil pozici svých synů tím, že nechal parlament schválit výnos, který každému z jeho synů přiznal nárok na následnictví na trůnu.

## Správce Skotska
Robert II. upevňoval pozici svého rodu ve Skotsku rozšiřováním vlivu svých synů. Jan se tak stal správcem jižní části Skotska, zatímco Alexandr ovládal sever země. Alexandrovo využívání banditů vyvolalo velkou kritiku mezi šlechtici ze severu země a ukazovalo na Robertovu neschopnost nebo neochotu kontrolovat své syny. To nakonec vedlo ke ztrátě podpory mezi aristokracií. Sněm v listopadu 1384 odňal Robertovi královské pravomoci a předal je Janovi.
V červenci 1385 vpadlo skotské vojsko, s podporou francouzských sil, vedené Janem na sever Anglie. Toto tažení nebylo příliš úspěšné a vyprovokovalo odvetu Richarda II. Všeobecný sněm konaný roku 1385 požadoval, aby Jan vyrazil na sever země a zpacifikoval Alexandra. Nicméně Janovi se tato akce nezdařila a Alexandr naopak svou pozici posílil.
Skotská armáda porazila v srpnu 1388 Angličany v bitvě u Otterburnu, ale její velitel Jakub, hrabě z Douglasu byl zabit. Jan tím ztratil jednoho ze svých nejvlivnějších spojenců a funkce správce Skotska mu byla na sněmu v prosinci 1388 odňata. Robert II. vyrazil na sever země, aby tam posílil svou pozici, ale po návratu v dubnu 1390 zemřel.

## Král Skotska
V květnu 1390 povolil parlament Janovi změnu jména na Robert, zřejmě proto, aby tak posílil spojení se svým otcem a odlišil se od krále Jana. Robert roku 1392 posílil pozici svého syna Davida, nyní hraběte z Carricku, když mu pomohl zařídit si vlastní dvůr. Král také vyřešil vztahy s Anglií uzavřením mírové dohody s Richardem II. a posílením pozice hraběte z Angusu na jihovýchodě země.
Ale na sněmu v dubnu 1398 musel čelit silné kritice za to, že nedokázal pacifikovat severní oblasti země. V listopadu 1398 se konalo setkání vlivných šlechticů a jeho syna Davida, kteří pak na sněmu v lednu 1399 předali královské pravomoci na tři roky do Davidových rukou.
Mezi Davidem a Georgem Dunbarem, hrabětem z Marchu, došlo ke sporu poté, co si David místo dojednaného sňatku s Alžbětou Dunbarovou vzal jinou ženu. David se začal chovat nezávisle, začal si přivlastňovat prostředky z daní a výnosy z biskupství v St. Andrews. Poté, co roku 1402 vypršela doba, po kterou byl pověřen královskými pravomocemi, byl uvězněn na Falklandském hradu, kde v březnu zemřel.
Po Davidově smrti přešla správa Skotska do rukou vévody z Albany. Po porážce skotského vojska v bitvě u Humbletonu se Robert stáhl na své panství. Na konci roku 1404 se pokusil obnovit svůj vliv ve sporu mezi Alexandrem Stewartem a vévodou z Albany o hrabství Mar. V zimě 1405–6 se jeho zdravotní stav zhoršil a jeho syn Jakub byl poslán do Francie, aby se dostal mimo dosah vévody z Albany. V březnu 1406 byla loď přepadena anglickými piráty a Jakub byl předán do rukou Jindřicha IV. Robert odejel na Rothesayský hrad, kde poté, co se dozvěděl o synově zajetí, 4. dubna 1406 zemřel.